# Sint-Piatuskerk (Roncq)
De Sint-Piatuskerk (Frans: Église Saint-Piat) is de parochiekerk van de tot het Franse Noorderdepartement behorende stad Roncq, gelegen aan Rue des Arts.
Oorspronkelijk was er een kerk van 1787. Deze werd gesloopt om vervangen te worden door een nieuw en groter kerkgebouw, waarvan de bouw duurde van 1868-1874. Het gebouw is uitgevoerd in neoromaanse stijl naar ontwerp van Charles Maillard. Het betreft een basilicale kruiskerk met ingebouwde toren.